# Neuenhof (Radevormwald)
Neuenhof ist ein Ort von Radevormwald im Oberbergischen Kreis im nordrhein-westfälischen Regierungsbezirk Köln in Deutschland.

## Lage und Beschreibung
Neuenhof liegt an der Bundesstraße 483, welche Radevormwald und Ennepetal verbindet. Nachbarorte sind Vogelshaus, Funkenhausen, Im Walde, Böhlefeldshaus, Uelfe III und Grüne.
300 Meter östlich der Ortschaft entspringt einer der Quellbäche des in die Ennepetalsperre mündenden Borbachs. 240 Meter südlich liegt die Quelle des in die Uelfe mündenden Röttscher Bachs.
Im Ort befindet sich ein Schießstand des Schützenvereins Neuenhof 1933 e. V., dessen Räumlichkeiten bei Bedarf als Wahllokal bei politischen Wahlen genutzt werden. Politisch im Stadtrat von Radevormwald vertreten wird Neuenhof durch den Direktkandidaten des Wahlbezirks 180.

## Geschichte
1516 wurde der Ort das erste Mal urkundlich in Kirchenrechnungen der reformierten Gemeinde in Radevormwald jener Zeit aufgelistet. Die Schreibweise der Erstnennung war „Nyenhovelde“.

## Wander- und Radwege
Durch den Ort führen:
- der Radweg 3 Über die Höhen von Radevormwald
- der vom örtliche Rundwanderweg A1
- der vom Stadtzentrum Radevormwald ausgehende Rundwanderweg A3

## Busverbindungen
Über die im Ort gelegene Haltestelle der Linie 339 (VRS/OVAG) ist Neuenhof an den öffentlichen Personennahverkehr angebunden.